# Col de Sormiou
Le col de Sormiou est un col routier de France à 181 m d'altitude dans le massif de Marseilleveyre. Il doit son nom à la calanque à laquelle il donne accès.
Il se trouve dans le département des Bouches-du-Rhône en France. Le col relie Marseille à la Calanque de Sormiou. Au col, la vue sur la mer Méditerranée est parfaitement dégagée.
À vélo, la montée depuis Marseille est moins éprouvante que celle depuis la calanque. Malgré une pente moyenne de 17 % sur les derniers 300 m, la pente moyenne sur les 2 km précédant le col est de 6,1 % et de 3,3 % sur la totalité des 5,5 km depuis le rond-point de l'avenue de Bonneveine.
La montée depuis la calanque, quant à elle, présente un dénivelé de 179 m pour une distance de 1 750 m, ce qui donne une déclivité moyenne de 10,2 %. La montée commence de manière modérée mais à mi-parcours, la pente se raidit nettement et atteint 15 % de moyenne sur 800 m avec des maximales à 23 %.

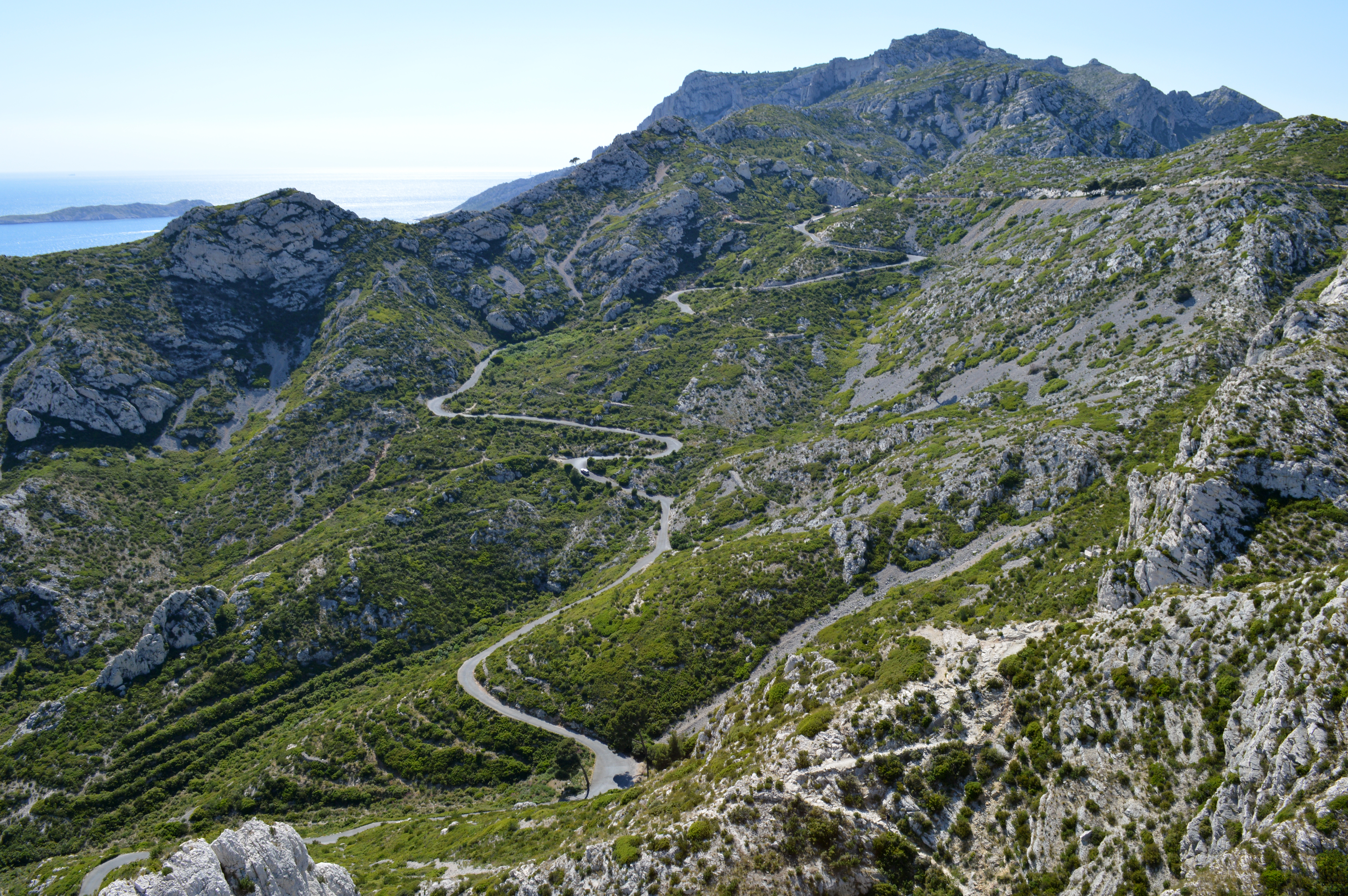
Vue depuis l'est du versant du col descendant vers la calanque.
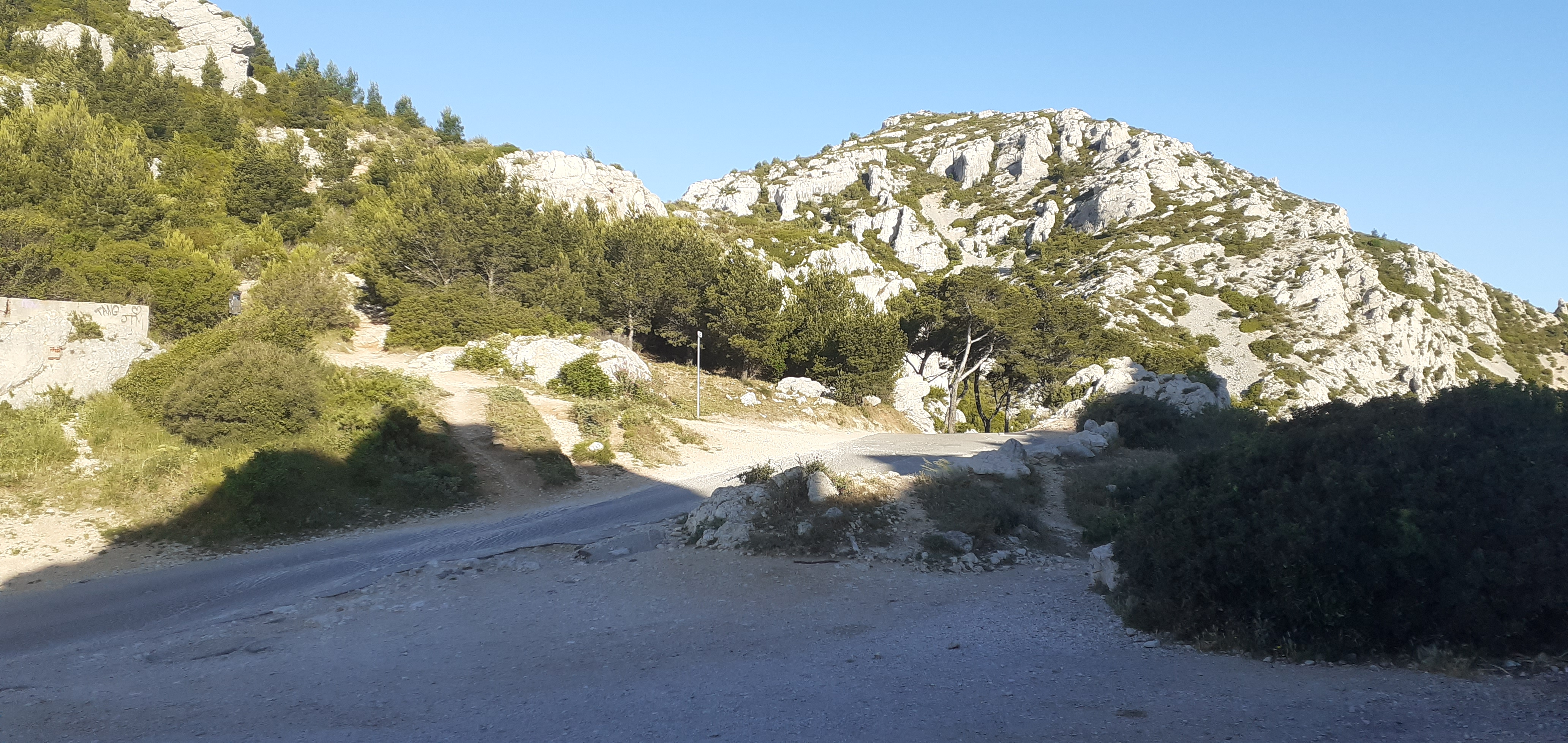
Le col de Sormiou traversé par le sentier du GR 51-98.